# 朱維德
朱維德（英語：Walter Chu Wai Tak；1931年7月26日—），人稱「朱翁」，香港藝人、文化歷史研究者及行山愛好者，前麗的映聲主持、無綫新聞主播及無綫電視節目主持，為無綫電視開台首十名員工之一。曾擔任無綫電視第一代晨早清談資訊節目《報曉雅集》、第一代旅遊節目《大江南北》、體育節目《體育世界》，以及資訊節目《婦女新姿》、《都市閒情》和《文化廣場》等節目的主持。前無綫電視基本藝人合約藝員。

## 背景
朱維德出生於廣州，在1950年代來香港，1953年畢業於葛量洪教育學院。他曾執教於渣華道官立小學（任職教務主任）及長洲官立中學，任教英文科及音樂科。現任香港大學明德學院會計學教授游紹永博士曾是他的學生。朱維德對香港文化和歷史具有相當研究，同時為行山愛好者。1962年，他憑藉《新安縣志．卷之四．山水略》中的一句記載：「廟（按：即佛堂門天后古廟）右曰碇齒灣（按：即佛堂洲），古有稅關，今廢，基址稍存」，在清水灣半島發現佛頭洲稅關遺址，並於該處發現一塊殘缺石碑，惟當時並未引起香港政府注意。
1960年代，朱維德曾途經赤柱，被赤柱監獄的建築特色所吸引。為入內參觀，朱維德遂向監獄署自薦進入監獄演講；經過數次演講後，他得以遊覽監獄各處，更曾於牢房內逗留15分鐘。朱維德於赤柱監獄進行演講時，認識了當時任職監獄署教育官的已故香港影視演員鮑漢琳。其後，朱維德於1964年接觸電視圈，獲鮑氏推薦加入麗的映聲而入行，自此展開演藝生涯。1967年，他轉投無綫電視，為無綫電視開台首十名員工之一，先後擔任多個晨早清談資訊、家居悠閒、有獎遊戲、新聞、文教、體育及旅遊節目主持，包括《報曉雅集》、《歡樂家庭》、《皆大歡喜》、《歡樂今宵》、《大江南北》、《體育世界》、《婦女新姿》、《都市閒情》及《文化廣場》等，並曾出演多齣電視劇。而他加入無綫電視初年負責報道新聞。
90年代朱維德一度移民加拿大，並減少幕前工作，及後回流香港。
2014年12月15日，他在《萬千星輝頒獎典禮2014》獲頒發專業演員大獎，以肯定及嘉許他在演藝圈中的貢獻及付出。
2019年12月，他主持了二十多年的無綫電視文教節目《文化廣場》被停播。2020年7月，因不願意被投閒置散，離開服務了53年的無綫電視，並有意服務其他電視台。其後ViuTV也曾跟他洽談合作，但因2019冠狀病毒病疫情及其本人年事已高而婉拒。
2023年3月12日，網上有傳朱維德死訊，其後朱妻澄清闢謠，並指朱維德因半年前證實患上認知障礙，故已遷往護老院居住。

## 電視劇作品（無綫電視）
2003年 
- 金牌冰人 飾 令狐珣

2005年 
- 甜孫爺爺 飾 車校董
- 奪命真夫 飾 繆德
- 妙手仁心III 飾 阿伯

2006年 
- 潮爆大狀 飾 法官
- 法證先鋒 飾 總化驗師（法證部）(第6集)
- 飛短留長父子兵 飾 羅醫生
- 鳳凰四重奏 飾 周大班 (第26集)
- 男人之苦 飾 客串(第21集)
- 人生馬戲團 飾 古董店老闆

2007年
- 同事三分親 飾 祥二叔（第71集）
- 歲月風雲

2008年
- 秀才愛上兵 飾 戴浩賢
- 法證先鋒II 飾 李醫生
- 同事三分親 飾 慕容先生（第361集）

2009年
- 畢打自己人 飾 陳生（第88集）、古清風（第277集）
- 絕代商驕 飾 察猜
- 美丽高解像 饰 洪家明

2010年 
- 畢打自己人 飾 白金龍（第334集）
- 老公萬歲 飾 程意祥
- 秋香怒點唐伯虎 飾 胡考官
- 女王辦公室 飾 潘志德（德叔）
- 公主嫁到 飾 二叔公
- 天天天晴 飾 虎父 (第58集)
- 巾幗梟雄之義海豪情 飾 醫生
- 誘情轉駁 飾 崔金漢 (第4集)

2011年 
- 隔離七日情 飾 楊學禮
- 誰家灶頭無煙火 飾 四眼伯 (第31集)
- 不速之約 飾 老醫生 (第5集)

2012年
- 當旺爸爸 飾 海味店老闆 (第1集)
- 愛·回家 飾 海叔 (第36集)、Professor Au（第94集）、徐哥（第475集）
- 名媛望族 飾 曾繁顯

2013年 
- 法外風雲 飾 金凡
- On Call 36小時II 飾 月父

2014年 
- 單戀雙城 飾 佛爺
- 點金勝手 飾 邱樹邦
- 我們的天空 飾 马伯

2015年 
- 四個女仔三個BAR 飾 院長
- 實習天使 飾 醫院管理層

2016年 
- 幕後玩家 飾 朱老師
- 流氓皇帝 飾 鎮長

2017年 
- 愛·回家之開心速遞 飾 騰父
- 溏心風暴3 飾 胡爵士

2018年
- 宮心計2深宮計 飾 太常寺卿

2019年
- 牛下女高音 飾 朱總理

## 主持節目

### 麗的映聲
- 香港掌故（1965－1967）

### 無綫電視
- 晚間電視新聞（1967－1980）
- 歡樂今宵（「上下古今」單元）（1967年）
- 報曉雅集（1968－1969）
- 藝海春秋（1968）
- 歡樂家庭（1968－1970）
- 皆大歡喜（1969）
- 港九遊踪（1970）
- 家庭樂（1972）
- 大江南北（1979）
- 體育世界（1980－1984）
- 婦女新姿及都市閒情（1984－2011）
- 文化廣場（1995－2019）
- 永安旅遊話你知：點解台灣咁好玩（2000）
- （2001）
- 廣東省非常遊（2003）
- 香港玄案（2011）

## 著作
- 《1979年香港郊野公園》 非賣品 1979
- 《河山影踪》博益出版社  1982
- 《旅遊奇趣錄》博益出版社 1983
- 《遨遊四海》博益出版社 1985
- 《旅遊奇趣》星際出版社 1986
- 《香港掌故》系列 1 2 3 金陵出版社 1988
- 《燕蹴箏絃》天地圖書有限公司 1988
- 《旅遊新趣》天地圖書有限公司 1988
- 《看我寫真》坤林出版社有限公司 1989
- 《原來如此》明窗出版社 1989
- 《朱維德閒談》明窗出版社 1989
- 《事事開心》明窗出版社 1990
- 《歐遊散記》圓覺出版有限公司 1990
- 《羣嶼共人語》圓覺出版有限公司 1990
- 《趣眼八方》南粵出版社 1990
- 《喜有此旅》南粵出版社 1990
- 《樂在溫哥華》明窗出版社 1990
- 《妙不可言》 勤＋緣出版社 1992
- 《最新美加旅行指南》維邦文化企業 1996
- 《香港的香格里拉》，明窗出版社出版，ISBN 962-887-262-1
- 《香江舊貌》天地圖書有限公司 1997
- 《香港歷史名勝》明窗出版社 1998
- 《舊貌新顏話香江》明窗出版社 1998
- 《裕達隆花園-開啟智慧之園 》裕達隆(集團) 1999
- 《一字撚斷幾根鬚》萬里機構 2005
- 《香港舊景掌故新談》香港自然探索學會 2007
- 《朱翁同遊 香港原貌》 雅集出版社有限公司 @2017

## 報紙專欄
- 1963年使用「扶林士」為筆名撰文在《星島日報》
- 1966年於《香港電視雙周刊》撰寫專欄 《香港風光》
- 1967年於 《香港電視》第一冊 撰寫專欄 《香港風光》，第二冊專欄 改名《漫遊港九》
- 1979年於《香港電視》《河山影踪》
- 1984年於《明報晚報》《旅遊奇趣》
- 1985年 《清新周刊》《香港掌故》
- 1986年 《明報》《寫真集》

## 廣告
- 2012年：和田保健貼

## 外部連結
- 朱維德的Instagram帳戶
- 朱維德著作清單-香港行跡
- TVB - 藝人錄（页面存档备份，存于）
- 朱維德旁白，香港電台電視部：山水傳奇話當年·鴨洲桑梓情
- 《香港的香格里拉》作者：朱維德
- 雅虎香港：朱維德（朱翁）帶你吉澳非常遊（页面存档备份，存于）